# Pinocchio (liveactionfilm uit 2022)
Pinocchio (Nederlandse titel: Pinokkio) is een Amerikaanse film uit 2022 die werd uitgebracht op 8 september 2022 op de streamingdienst Disney+. De film is gebaseerd op het boek Pinokkio van Carlo Collodi en is een remake van de animatiefilm Pinocchio uit 1940. De film is geregisseerd door Robert Zemeckis en geschreven door Robert Zemeckis en Chris Weitz. De rollen in de film worden gespeeld door Tom Hanks, Cynthia Erivo, Giuseppe Battiston, Luke Evans Lewin Lloyd en Kyanne Lamaya. Hierbij spraken Benjamin Evan Ainsworth, Joseph Gordon-Levitt, Keegan-Michael Key en Lorraine Bracco stemmen in voor de film.

## Verhaal
De krekel Japie vertelt hoe hij Geppetto en Pinokkio leerde kennen; de houtsnijder en speelgoedmaker die, na de dood van zijn geliefde Constanze en kinderloos, geen van zijn klokken meer wiltverkopen, en de levensechte marionet die hij ter vervulling maakt om het gemis van een zoon in te vullen. Samen met zijn kat Figaro en goudvisje Cleo geniet hij van het moment, alvorens vermoeid naar bed te gaan. Hij ziet de wensster en bidt voor een zoon in zijn leven. Diezelfde nacht bezoek de wensster het huis van Geppetto, en veranderd in de Blauwe Fee die Pinokkio tot leven brengt, met de gelofte dat als hij zich moedig, sterk en onbaatzuchtig toont, wel eens tot een echte jongen zou kunnen veranderen. Japie Krekel aanvaardt de positie van Pinokkio's geweten tot de houten jongen er zelf eentje kan ontwikkelen. Geppetto ontwaakt en tot zijn schok komt hij tot het besef dat de Blauwe Fee een deel van zijn wens heeft vervuld. Hij omarmt Pinokkio en toont hem wat hij kan om hem te helpen vormen, om hem tot slot voor te stellen naar school te gaan. 
De volgende dag gaat Pinokkio vol goede moed naar school, waarbij hij het pad kruist van de vos Jantje Fatsoen en Gideon, die in de houten jongen een fortuin zien. Ze maken hem dol en, hoewel Pinokkio eerst nog door een ijlings toegevlogen Japie terug op het rechte pad wordt gebracht om door de Leraar uit de school te worden geworpen, zich laat verleiden om het als acteur te maken in de wereld; in werkelijkheid wordt Pinokkio voor grof geld verkocht aan poppenspeler Stromboli. Fabianna, een gekwetste ballerina en marionetiste, ontfermt zich met haar eigen pop over Pinokkio, om te zien hoe hij weliswaar succes heeft, maar niettemin wreed wordt behandeld. Japie slaagt er in Pinokkio te bevrijden, maar niet vooraleer hij zijn houten vriend de les moet lezen over jokken en liegen (waarbij Pinokkio's neus handig wordt gebruikt om de sleutel voor zijn kooi te bemachtigen), waarna ze stiekem uit Stromboli's wagen weten te ontsnappen. Nauwelijks komen ze terug in het dorp, of wordt Pinokkio opgevist door de Koetsier, die een lading kinderen naar de haven brengt; de kans een houten jongen mee te grissen wil hij niet laten schieten en speelt handig in op zijn gebrek aan een geweten, om Pinokkio net als de andere kinderen tot spijbelen en kattenkwaad aan te zetten. Op Pleziereiland, waar alles mag en kan, heeft Pinokkio het niettemin moeilijk met bepaalde gedragingen, waaronder die van zijn nieuwe 'vriend' Lampepit. Japie is ondertussen Pinokkio gevolgd en komt op het eiland aan, waar alle kinderen verdwenen lijken. Enkel een stel ezelsveulens lopen door de verlaten en vernielde omgeving, om door sinistere schaduwmensen telkens bij de lurven te worden genomen. Japie belandt in het dok en beseft dat de ezels eigenlijk de ongehoorzame kinderen zijn, die door hun wangedrag op het eiland transformeren. Ook Lampepit ontsnapt er niet aan. Pinokkio krijgt houten Ezelsoren en een houten gelede ezelsstaart, als Japie hem helpt ontsnappen. 
Terug aangekomen bij Geppetto, vinden ze zijn huis verlaten. Volgens Fiona de zeemeeuw heeft de houtsnijder alles verkocht, zelfs zijn geliefde klokken, om een bootje te kopen en Pinokkio te vinden. Zonder verder dralen gaan Pinokkio en Japie achter hem aan, waarbij ze eerst nog Fabiana tegenkomen, die er voor heeft gezorgd dat Stromboli als crimineel in Siena werd gearresteerd, en ze hun eigen troupe kunnen vormen. Fabiana biedt Pinokkio aan om hen te vervoegen, maar de houten jongen heeft veel geleerd van zijn avonturen; hij bedankt Fabiana voor het aanbod, waarbij hij terstond zijn staart en oren verliest; hij luistert eindelijk naar zijn geweten. 
Pinokkio laat zich nadien door Fiona voorttrekken, gebruik makend van zijn eigen drijfkracht om op het water te surfen, en vinden het bootje van Geppetto al vlug. Echter is de reünie van korte duur als iedereen behalve Fiona en Japie door het zeemonster Monstro worden verzwolgen. Pinokkio verspilt echter geen tijd en zorgt met een vuur dat Monstro moet niezen en zij kunnen ontsnappen. Monstro wordt hier woedend van en zet de achtervolging in. Enkel Pinokkio's krachten als een houten jongen zorgen er voor dat ze alsnog kunnen ontsnappen. Het verhaal eindigt met Geppetto, Pinokkio, Figaro en Cleo die te voet terugkeren naar huis. Japie vertelt de kijker dat het lang niet zeker is dat Pinokkio ooit een echte jongen is geworden; het gaat immers om het hart. En dat maakt Pinokkio zo echt als welke jongen ook. 

## Rolverdeling
| Acteur / actrice               | Nederlandse stem    | Personage                          |
| ------------------------------ | ------------------- | ---------------------------------- |
| Tom Hanks                      | Finn Poncin         | Geppetto                           |
| Benjamin Evan Ainsworth (stem) | Mees Sidler         | Pinocchio (NL: Pinokkio)           |
| Joseph Gordon-Levitt (stem)    | Joël de Tombe       | Jiminy Cricket (NL: Japie Krekel)  |
| Cynthia Erivo                  | Talita Angwarmasse  | The Blue Fairy (NL: De Blauwe Fee) |
| Giuseppe Battiston             | Simon Zwiers        | Stromboli                          |
| Keegan-Michael Key (stem)      | Juneoer Mers        | Honest John (NL: Jantje Fatsoen)   |
| Luke Evans                     | Sjoerd Oomen        | The Coachman (NL: De Koetsier)     |
| Lewin Lloyd                    | Pepijn van der Sman | Lampwick (NL: Lampepit)            |
| Lorraine Bracco (stem)         | Maria Lindes        | Sofia                              |
| Kyanne Lamaya                  | Stephanie van Eer   | Fabiana                            |
| Angus Wright                   | Hein van Beem       | Signore Rizzi                      |
| Sheila Atim                    |                     | Signora Vitelli                    |
| Jamie Demetriou                |                     | Headmaster (NL: Leraar)            |

## Easter eggs, verschillen met de animatiefilm en moderne invullingen
Naar vaste gewoonte telt de film diverse zogenaamde "Easter eggs", verwijzingen naar andere films, personages of gebeurtenissen:
- Geppetto krijgt in de remake een tragisch achtergrondverhaal; zo blijkt hij zijn koekoeksklokken niet te willen verkopen omdat zijn overleden vrouw Constanze ze koesterde, iets dat Geppetto niet over zijn hart krijgt tot hij ze node verkoopt om zijn zoon Pinokkio te zoeken en te redden - een teken van hoe diep zijn liefde voor zijn houten zoon gaat.
- De klokken bij Geppetto omvatten diverse exemplaren met een scène uit andere films, waaronder Snow White and the Seven Dwarfs uit 1937, Peter Pan uit 1953, Who Framed Roger Rabbit uit 1988, Beauty and the Beast uit 1991, de personages Donald Duck en Mickey Mouse, en nog vele anderen. Acteur Tom Hanks passeert ook de revue, in zijn personage als de Toy Story franchise cowboy Woody.
- Eén van de klokken is een herziene versie van een klok uit de oorspronkelijke film; een moeder die haar zoontje op de billen kletst. In deze versie wordt ze tegengehouden door een politieman, indachtig hoe men tegenwoordig denkt over de zogenaamde pedagogiek en het gebruik van lijfstraffen.
- Ook het bijenklokje uit de originele film wordt eer betoond.
- Jantje Fatsoen verwijst wanneer hij Pinokkio het hoofd dol maakt naar het gebruik van een artiestennaam. Daarbij komt ook de naam van acteur Chris Pine, op de proppen, om dan onmiddellijk het maar niks te vinden.
- Eén van de marionetten hangt met een enkele hand aan een touwtje in de wagen van Stromboli, op dezelfde manier als Roger Rabbit met een handboei vast hing gedurende zijn vlucht voor de wezels. Samen met nog meer verwijzingen naar deze crossover tussen live action en animatie, wordt eer betoond aan de regisseur, Robert Zemeckis, die met Who Framed Roger Rabbit zijn sporen verdiende in deze vorm van filmmaken.
- De komische manier waarop Gideon probeert Japie met een hamer plat te slaan is een knipoog naar de soms hilarische humor in cartoons, waaronder Bugs Bunny.
- De klokken die vernield worden op Pleziereiland komen zeer bekend voor, het zijn allemaal huizen en gebouwen uit andere films, waaronder het vliegende huis van Carl uit Up uit 2009 of zelfs het kasteel van Sleeping Beauty uit 1959.
- Vergeleken met het originele concept van Pleziereiland, is het in de remake ogenschijnlijk toch meer kindvriendelijk opgesteld; de bokstent, boekverbranding en rookwaren komen zo bijvoorbeeld niet meer voor, en is het bier door minder 'schadelijk' wortelbier vervangen.
- In tegenstelling tot de oorspronkelijke film worden niet alleen jongens, maar ook meisjes opgepikt door de Koetsier.
- De Blauwe Elf is een Afro-Amerikaanse vrouw, en zingt het gekende liedje dat ook nu nog de openingstune is voor alle Disney-producties: "When You Wish Upon A Star".
- Fabiana is een toevoeging aan het origineel, samen met haar marionet Sabina, die Pinokkio bijstaat en door hem haar plannen om Stromboli aan de politie over te laten kracht bijzet.
- Stromboli is, in vergelijking tot zijn animatie-tegenhanger, veel dreigender en bruter. De muziek laat hij spelen op een heuse machine - wat ook weer een verwijzing is naar Who Framed Roger Rabbit, waar een zelfde soort machine wordt gebruikt.
- In de animatie verkopen Jantje Fatsoen en Gideon Pinokkio, samen met mogelijks nog meer kinderen, voor grof geld aan de Koetsier; in de remake bevindt Pinokkio zich bij toeval op een zogenaamd pick-up point, en wordt hij onbewust letterlijk opgeschept.
- Monstro is in de remake een letterlijk monster, samengesteld uit wat lijkt de kop van een potvis en een bultrug, met octopusachtige tentakels in het achterlijf, en een grote, puntige rugvin.
- In de remake is het niet Pinokkio die verdrinkt; Geppetto verdrinkt bijna maar komt op het laatst er toch nog door.
- Het wordt opengelaten of Pinokkio zijn groei tot een echte jongen weet door te zetten. Vermoedelijk om nog een vervolg mogelijk te maken, wat onder andere de toevoeging van Sabina en Fabiana, en het verhaal aldaar zou verklaren.